# EXILE ENTERTAINMENT BEST
『EXILE ENTERTAINMENT BEST』（エグザイル エンターテイメント ベスト）は、EXILEのベスト・アルバム。2008年7月23日にrhythm zoneから発売。

## 概要
「EXILE PERFECT YEAR 2008」の一環として発売する3枚のベスト・アルバムの第2弾。「CD+2DVD」と「CDのみ」の2形態での発売で、2形態共に初回盤はスリーブケース仕様。
新曲「SUPER SHINE」「MY FANTASY」など、これまでに発表されたダンスチューンやR&Bを中心に16曲を収録。前作に続き、グループの第一章時代の曲は、ATSUSHIとTAKAHIROにより再レコーディングされた新バージョンが収録されている。
2枚組DVDのうち、DVD1には3曲の初収録を含む6曲のミュージック・ビデオ、メイキング映像集を収録。DVD2には、オリジナルアニメ『エグザムライ -六本木地獄城の章-』を収録。
2009年3月、本作を含む3枚のベストアルバムの初回限定盤をまとめた『EXILE PERFECT YEAR 2008 ULTIMATE BEST BOX』が発売された。

## 収録曲

### CD
1. EXILE RELOADED（inst.）
作曲・編曲：中野雄太
2. SUPER SHINE
作詞：michico / 作曲：T.Kura, michico / 編曲：T.Kura
  - ユニリーバ「ラックス スーパーリッチシャイン」CMソング[7]
  - テレビ朝日系『アドレな!ガレッジ』エンディングテーマ

"輝き"を賛美する曲として書き下ろされた[7]。
後に28thシングル「The Birthday 〜Ti Amo〜」カップリングとしてVERBALによるラップをフィーチャーした新バージョンが収録された。
3. MY FANTASY
作詞：michico / 作曲：T.Kura, michico / 編曲：T.Kura
  - テレビ朝日系ドラマ『ロト6で3億2千万円当てた男』主題歌
4. STAY
作詞：michico / 作曲：T.Kura, michico / 編曲：T.Kura
  - ベストアルバム『PERFECT BEST』収録曲の再録バージョン
5. Eastern Boyz 'N Eastern Girlz
作詞：michico / 作曲：T.Kura, michico / 編曲：T.Kura
  - 4thアルバム『ASIA』リードトラックの再録バージョン
6. New Jack Swing
作詞：L.L. BROTHERS, michico / 作曲：T.Kura, L.L. BROTHERS, michico / 編曲：T.Kura
  - 3rdアルバム『EXILE ENTERTAINMENT』リードトラックの再録バージョン
7. EVOLUTION
作詞：michico / 作曲：T.Kura, michico / 編曲：T.Kura
  - 21stシングルカップリング
  - 5thアルバム『EXILE EVOLUTION』表題曲

表記はないがアルバムバージョンになっており、原曲とイントロが異なっている。
8. SCREAM - GLAY×EXILE
作詞：SHUN, TAKURO / 作曲：TAKURO / 編曲：中野雄太
  - GLAY×EXILEのコラボレーションシングルの再録バージョン
9. 24karats -type EX-  - Sowelu, EXILE, DOBERMAN INC
作詞：STY, P-CHO, GS, TOMOGEN, KUBO-C / 作曲：Bach Logic, STY
  - 25thシングルの2曲目
  - 「Gold 24karats Diggers」イメージソング
10. Touch The Sky feat. Bach Logic
作詞・作曲：STY, Bach Logic
  - 6thアルバム『EXILE LOVE』総合エンターテインメントVersionボーナストラック
  - Schick CMソング
11. DANCER'S ANTHEM 2（inst.）
作曲・編曲：原田憲
  - 5thアルバム収録曲の続編
12. What Is Love
作詞：michico / 作曲：T.Kura, michico / 編曲：T.Kura
  - 6thアルバム収録曲
  - 日本テレビ系『オトナの資格』エンディングテーマ
13. Make Love
作詞：michico / 作曲：T.Kura, michico / 編曲：T.Kura
  - 6thアルバム収録曲
  - 日本テレビ系『月曜映画』オープニングテーマ
14. My Buddy - EXILE TAKAHIRO + NESMITH, SHOKICHI（J Soul Brothers）
作詞：TAKAHIRO, michico / 作曲：T.Kura, michico / 編曲：T.Kura
  - TBS系『SUPER SOCCER Plus』テーマソング

続編「My Buddy Part.II」が、J Sou Brothersのアルバム『J Soul Brothers』初回限定盤ボーナストラックとして収録。
15. So Special -Version EX- - EXILE ATSUSHI + AI
作詞：ATSUSHI, AI / 作曲：UTA, ATSUSHI, AI
事前に選ばれたトラックをベースに、お互いがある程度メロディと歌詞を用意した上で作業が行われた[8]。
後にATSUSHIの1stアルバム『Solo』にも収録された。
AIの18thシングルとして別バージョン「So Special -Version AI-」が2008年9月10日に発売されている。
16. 真夏の果実
作詞・作曲：桑田佳祐 / 編曲：中野雄太
  - サザンオールスターズのカバー

### DVD
※CD+2DVDのみ

#### DISC1
- [ Video Clip ]
  1. SUPER SHINE
  2. 24karats -type EX-（こどもバージョン）- Sowelu, EXILE, DOBERMAN INC
  3. 24karats -type EX- - Sowelu, EXILE, DOBERMAN INC
  4. EVOLUTION
  5. Touch The Sky feat. Bach Logic
  6. So Special -Version EX- - EXILE ATSUSHI + AI
- [ Special Track ]
  1. WE! - J Soul Brothers
- [ Making映像 ]
  1. SUPER SHINE
  2. 24karats -type EX-（こどもバージョン）- Sowelu, EXILE, DOBERMAN INC
  3. 24karats -type EX- - Sowelu, EXILE, DOBERMAN INC
  4. EVOLUTION
  5. Touch The Sky feat. Bach Logic
  6. So Special -Version EX- - EXILE ATSUSHI + AI

#### DISC2
1. エグザムライ -六本木地獄城の章-
2. [エグザムライ実写版] Eastern Boyz 'N Eastern Girlz

## カバー
SUPER SHINE
- GENERATIONS from EXILE TRIBE（2021年、シングル『GENERATIONS FROM EXILE』収録）